# Vite-vite-uirapuru
Hylophilus ochraceiceps é uma espécie de ave da família Vireonidae.
Pode ser encontrada nos seguintes países: Belize, Bolívia, Brasil, Colômbia, Costa Rica, Equador, Guiana Francesa, Guatemala, Guiana, Honduras, México, Nicarágua, Panamá, Peru, Suriname e Venezuela.
Os seus habitats naturais são: florestas subtropicais ou tropicais húmidas de baixa altitude.